# Mario Balotelli
Mario Barwuah Balotelli (ur. 12 sierpnia 1990 w Palermo) – włoski piłkarz występujący na pozycji napastnika. Wychowanek Lumezzane. Następnie zawodnik Interu Mediolan, Manchesteru City, AC Milanu i Liverpoolu. Reprezentant Włoch, srebrny medalista Mistrzostw Europy 2012 i brązowy medalista Pucharu Konfederacji 2013.

## Kariera klubowa

### Początki
Pierwsze piłkarskie kroki stawiał w parafialnej drużynie Mompiano (dzielnica Brescii). Jako 16-latek zadebiutował w meczu 3. ligi w barwach A.C. Lumezzane.

### Inter Mediolan
We włoskiej Serie A debiutował w barwach Interu Mediolan w grudniu 2007 w wygranym meczu z Cagliari (2:0). 5 maja 2010 w finale Pucharu Włoch wygranym 1:0 z AS Roma, został kopnięty przez Francesco Tottiego którego oskarżył o rasizm, w efekcie Totti został zawieszony na cztery mecze w Pucharze Włoch. W sezonie 2009/2010 wraz z drużyną Interu triumfował w rozgrywkach Ligi Mistrzów.

### Manchester City
13 sierpnia 2010 Balotelli podpisał pięcioletni kontrakt z angielskim Manchesterem City. W barwach nowego zespołu zadebiutował 19 sierpnia w meczu kwalifikacji do Ligi Europy z FC Timișoara (1:0). Na boisku pojawił się w 57. minucie spotkania, a kwadrans później zdobył gola, zapewniając zwycięstwo swojej nowej drużynie.

### AC Milan
W styczniu 2013 Balotelli powrócił na San Siro, by tym razem reprezentować barwy AC Milanu, który kupił włoskiego napastnika z Manchesteru City za ok. 20 milionów euro. Balotelli podpisał 4,5-letni kontrakt, w ramach którego zarabiać miał 5 milionów euro rocznie.
W Milanie zadebiutował 3 lutego w wygranym 2:1, ligowym meczu z Udinese Calcio, strzelając dwie bramki. Sezon 2012/2013 Mario Balotelli zakończył z 12 trafieniami w 13 spotkaniach. Kolejny sezon, który również w całości spędził w Milanie, okazał się jednym z najlepszych w jego karierze pod kątem liczby zdobytych bramek – we wszystkich rozgrywkach zdobył on łącznie 18 goli.

### Liverpool
25 sierpnia 2014 podpisał trzyletni kontakt z Liverpoolem. Kwota transferu wyniosła 16 mln funtów. W klubie zadebiutował 31 sierpnia w wygranym, 3:0, wyjazdowym meczu 2. kolejki Premier League z Tottenhamem. Swoją pierwszą bramkę dla The Reds strzelił 16 września 2014 w meczu fazy grupowej Ligi Mistrzów z Łudogorcem Razgrad (2:1). Łącznie w sezonie 2014/2015 zagrał w 28 meczach Liverpoolu i strzelił 4 bramki (3 w pucharach, 1 w lidze).

### Powrót do Milanu
27 sierpnia 2015 na zasadzie rocznego wypożyczenia powrócił do Milanu. W całym sezonie 2015/2016 Balotelli wystąpił w 23 spotkaniach, strzelając 3 bramki, z czego 1 w Serie A.

### OGC Nice
Po zakończeniu sezonu Milan nie zdecydował się na wykupienie Balotellego z Liverpoolu. Angielski klub również nie miał zamiaru dalej zatrudniać zawodnika i nie brał pod uwagę jego powrotu do klubu. Włoch, znany z trudnego charakteru i stwarzania ogromnych problemów pozaboiskowych, miał kłopot ze znalezieniem nowego pracodawcy. Mówiło się o zainteresowaniu jego osobą m.in. klubów tureckich. Ostatecznie, pomocną dłoń do piłkarza wyciągnęło OGC Nice. 31 sierpnia 2016 piłkarz podpisał dwuletni kontrakt z francuskim klubem. W Ligue 1 zadebiutował 11 września 2016, strzelając 2 gole w wygranym 3:2 meczu z Olympique Marsylia.

## Kariera reprezentacyjna
O jego grę w swojej reprezentacji starała się Ghana, ponieważ z tego kraju pochodzą jego biologiczni rodzice, jednak sam Balotelli wybrał grę w reprezentacji Włoch (kadra do lat 21). W seniorskiej reprezentacji Włoch Balotelli zadebiutował 10 sierpnia 2010 w przegranym 0:1 towarzyskim spotkaniu przeciwko WKS, będącym pierwszym meczem Włochów pod wodzą nowego selekcjonera Cesare Prandellego.
Swą pierwszą bramkę dla reprezentacji zdobył 11 listopada 2011 roku w meczu towarzyskim z Polską, rozgrywanym na Stadionie Miejskim we Wrocławiu.
Wraz z reprezentacją Włoch na Mistrzostwach Europy 2012 zajął drugie miejsce. Na tym turnieju strzelił trzy bramki (jedną w meczu fazy grupowej z Irlandią i dwie w spotkaniu półfinałowym z Niemcami).

## Statystyki kariery

### Statystyki klubowe
aktualne na dzień 12 listopada 2023
| Klub               | Sezon              | Liga                 | Liga    | Liga | Puchary krajowe | Puchary krajowe | Europa  | Europa | Ogólnie | Ogólnie |
| Klub               | Sezon              | Liga                 | Występy | Gole | Występy         | Gole            | Występy | Gole   | Występy | Gole    |
| ------------------ | ------------------ | -------------------- | ------- | ---- | --------------- | --------------- | ------- | ------ | ------- | ------- |
| Lumezzane          | 2005/2006          | Serie C1             | 2       | 0    | 0               | 0               | —       | —      | 2       | 0       |
| Inter Mediolan     | 2006/2007          | Serie A              | 0       | 0    | 0               | 0               | 0       | 0      | 0       | 0       |
| Inter Mediolan     | 2007/2008          | Serie A              | 11      | 3    | 4               | 4               | 0       | 0      | 15      | 7       |
| Inter Mediolan     | 2008/2009          | Serie A              | 22      | 8    | 2               | 0               | 6       | 1      | 31      | 10      |
| Inter Mediolan     | 2009/2010          | Serie A              | 26      | 9    | 5               | 1               | 8       | 1      | 40      | 11      |
| Manchester City    | 2010/2011          | Premier League       | 17      | 6    | 5               | 1               | 6       | 3      | 28      | 10      |
| Manchester City    | 2011/2012          | Premier League       | 23      | 13   | 2               | 1               | 6       | 3      | 32      | 17      |
| Manchester City    | 2012/2013 (j.)     | Premier League       | 14      | 1    | 2               | 1               | 4       | 1      | 20      | 3       |
| AC Milan           | 2012/2013 (w.)     | Serie A              | 13      | 12   | 0               | 0               | —       | —      | 13      | 12      |
| AC Milan           | 2013/2014          | Serie A              | 30      | 14   | 1               | 1               | 10      | 3      | 41      | 18      |
| Liverpool          | 2014/2015          | Premier League       | 16      | 1    | 7               | 1               | 5       | 2      | 28      | 4       |
| AC Milan (wyp.)    | 2015/2016          | Serie A              | 20      | 1    | 3               | 2               | —       | —      | 23      | 3       |
| OGC Nice           | 2016/2017          | Ligue 1              | 23      | 15   | 1               | 1               | 4       | 1      | 28      | 17      |
| OGC Nice           | 2017/2018          | Ligue 1              | 28      | 18   | 1               | 1               | 9       | 7      | 38      | 26      |
| OGC Nice           | 2018/2019          | Ligue 1              | 10      | 0    | 0               | 0               | —ko     | —ko    | 10      | 0       |
| Marsylia           | 2018/2019          | Ligue 1              | 15      | 8    | 0               | 0               | —       | —      | 15      | 8       |
| Brescia            | 2019/2020          | Serie A              | 19      | 5    | 0               | 0               | —       | —      | 19      | 5       |
| Monza              | 2020/2021          | Serie B              | 12      | 5    | 0               | 0               | —       | —      | 14      | 6       |
| Adana Demirspor    | 2021/2022          | Süper Lig            | 31      | 12   | 2               | 1               | —       | —      | 13      | 12      |
| Adana Demirspor    | 2022/2023          | Süper Lig            | 2       | 0    | 0               | 0               | —       | —      | 2       | 0       |
| Sion               | 2022/2023          | Swiss Premier League | 18      | 6    | 1               | 0               | —       | —      | 19      | 6       |
| Adana Demirspor    | 2023/2024          | Süper Lig            | 5       | 3    | 0               | 0               | —       | —      | 5       | 3       |
| Ogólnie w karierze | Ogólnie w karierze | Ogólnie w karierze   | 357     | 146  | 36              | 15              | 58      | 22     | 456     | 185     |

### Statystyki reprezentacyjne
aktualne na dzień 7 września 2018
| Drużyna narodowa | Rok  | M  | G  |
| ---------------- | ---- | -- | -- |
| Włochy           |      |    |    |
| 2010             | 2    | 0  |    |
| 2011             | 5    | 1  |    |
| 2012             | 9    | 4  |    |
| 2013             | 13   | 7  |    |
| 2014             | 4    | 1  |    |
| 2015             | -    | -  |    |
| 2016             | -    | -  |    |
| 2017             | -    | -  |    |
| 2018             | 3    | 1  |    |
| Suma             | Suma | 36 | 14 |

## Sukcesy

### Inter Mediolan
- Mistrzostwo Włoch: 2007/2008, 2008/2009, 2009/2010
- Puchar Włoch: 2009/2010
- Superpuchar Włoch: 2008
- Liga Mistrzów UEFA: 2009/2010

### Manchester City
- Mistrzostwo Anglii: 2011/2012
- Puchar Anglii: 2010/2011

### Reprezentacyjne
- Mistrzostwa Europy 2012:  Srebro
- Puchar Konfederacji 2013:  Brąz

### Indywidualne
- Król strzelców Pucharu Włoch: 2007/2008 (4 gole)
- Złoty Chłopiec: 2010
- Drużyna Gwiazd Euro 2012

## Życie prywatne
Balotelli przyszedł na świat w Palermo, w rodzinie imigrantów z Ghany, jako Mario Barwuah. Rodzina następnie przeprowadziła się na północ Włoch, do Brescii. Mały Mario był chorowity, a jego rodzice byli biedni, więc w roku 1993 pracownicy pomocy społecznej zaproponowali im, by oddali syna pod opiekę rodziny zastępczej, Franca i Silvii Balotellich, pochodzenia żydowskiego. Nigdy nie został przez nich zaadoptowany formalnie, więc dopiero w wieku 18 lat uzyskał obywatelstwo włoskie i przybrał wtedy nazwisko rodziców zastępczych. Mario regularnie odwiedzał swoich rodziców biologicznych. Twierdzą oni, że syn początkowo miał być pod opieką zastępczą tylko rok, ale potem okres ten przedłużano wbrew ich woli. 
Ma troje rodzeństwa, Abigail, Enocha (będącego także piłkarzem) i Angel.